# Tullesbo

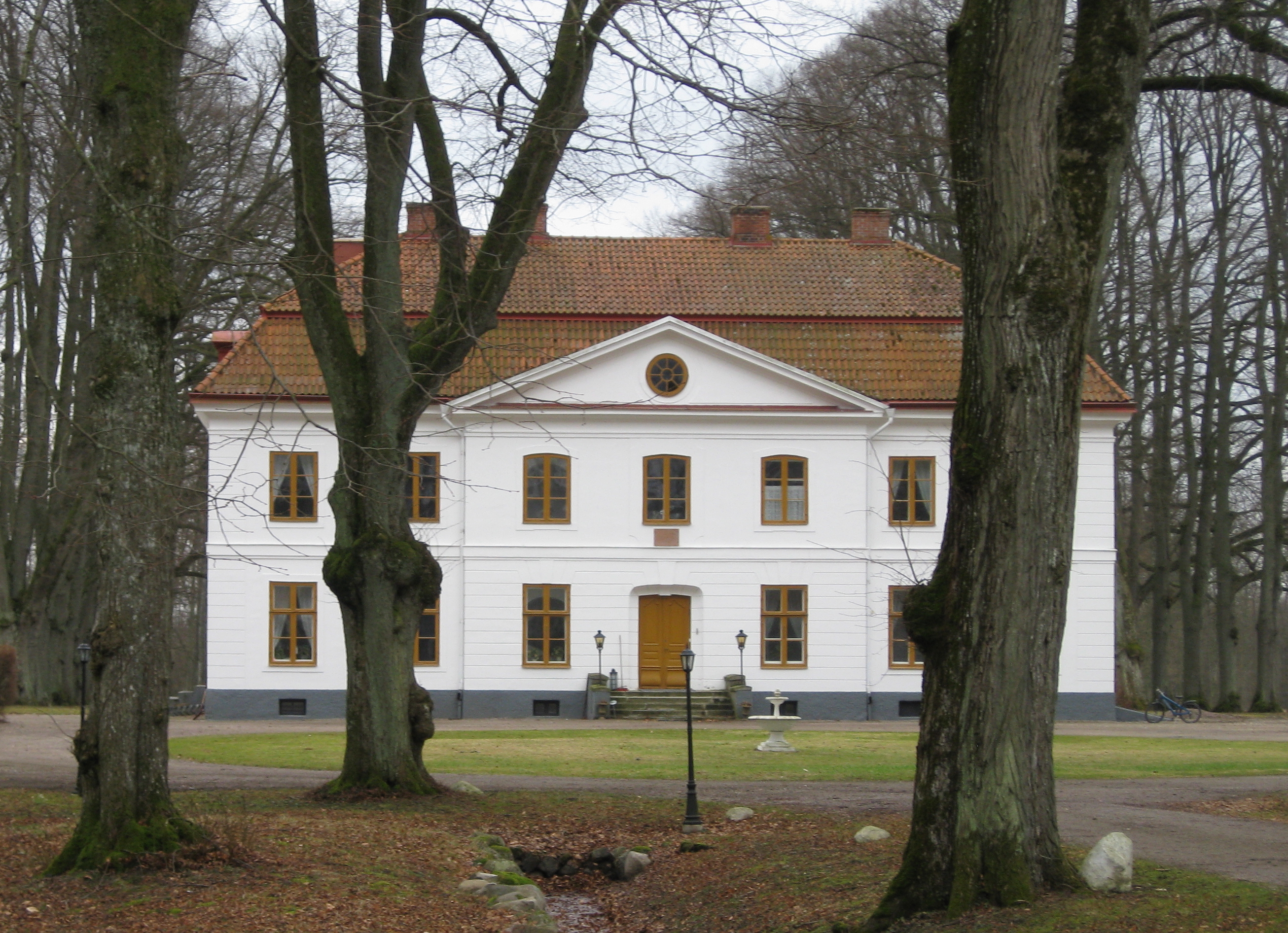
Tullesbo säteri.

Tullesbo är namnet på dels ett slott, dels ett säteri som ligger i Sjöbo kommun i Skåne.
Tullesbo, även Thulisbo, Thulesbo, Tulesbo, har sina rötter i medeltiden som sätesgård och omnämns i skrift första gången i mitten av 1300-talet. Tullesbo slott blev uppfört av Hans Ramel, som 1753 köpt säteriet, och stod färdigt 1780. Från och med mitten av 1700-talet har Tullesbo haft samma ägare som Övedskloster, släkten Ramel.
Rokokoslottet, ritat av Jean Eric Rehn, är i två våningar samt sockelvåning med vitputsade fasader och mansardtak i tegel. Det finns även två envåningsflyglar symmetriskt placerade runt en borggård. Slottet var ursprungligen byggt som änkesäte, men blev aldrig använt som det.
År 2006 såldes slottet till nya ägare, som skapade en stor hästanläggning. År 2014 såldes slottet vidare och är numera säte för Center for Evolutionary Consciousness, ett internationellt center för ekologi, yoga och andlig livsutveckling.